# Гетманова, Алеся Михайловна
Алеся Михайловна Гетманова (бел. Алеся Міхайлаўна Гетманава; род. 19 сентября 2003 года, Бобруйск, Беларусь) — белорусская спортсменка, борец вольного стиля. Бронзовый призёр чемпионата Европы 2024 года. Чемпионка мира среди юниоров. Чемпионка Белоруссии 2021 года. Мастер спорта международного класса по вольной борьбе.

## Биография
Гетманова уроженка города Бобруйск Могилёвской области Республики Беларусь. Она воспитанница СДЮШОР профсоюзов «Спартак-2006», первым ее тренером был Сергей Лукомский.

## Спортивная карьера
Первые результаты на международной арене пришли в 2018 году, когда она выиграла первенство старого света среди школьников. В 2019 году стала бронзовой медалисткой первенства мира и Европы. В январе 2021 года стала чемпионкой Республики Беларусь среди взрослых. В июне 2021 года финишировала пятой на юниорском первенстве Европы в Германии, но в августе 2021 года реабилитировалась на первенстве мира среди юниоров в России, где она добыла для своей страны золотую медаль в весовой категории до 55 кг. В 2021 году стала чемпионкой Республики Беларусь среди взрослых. В начале 2022 года стала второй на Чемпионате Республики Беларусь в весовой категории до 57 кг. В мае 2022 года Гетманова стала бронзовой медалисткой первого турнира лиги Ивана Поддубного в Москве. В июне 2022 года Алеся стала третьей на турнире памяти Николая Королёва в Могилёве. В сентябре 2022 года выиграла гран-при Александра Медведя в Минске. В мае 2023 года Алеся стала победительницей международного турнира в Бишкеке. В августе 2023 года выиграла золотую медаль на вторых Играх стран СНГ в Солигорске и стала финалисткой первенства мира среди юниоров в Иордании. В феврале 2024 года Алеся Гетманова стала бронзовым призёром чемпионата Европы по борьбе в Бухаресте. В апреле 2024 года выиграла первенство Республики Беларусь до 23 лет. В мае 2024 года впервые стала победительницей первенства Европы до 23 лет в весе до 59 кг в Баку.  В январе 2025 года в третий раз выиграла первенство Белоруссии до 23 лет в весовой категории до 59 кг.

## Стиль ведения поединков
Алеся проповедует стиль, схожий на технику Гаджмурада Рашидова с комбинирующей манерой борьбы из плавного и спокойного к более атакующему, со сбросами соперниц из равновесия и быстрыми накатами в партере.

## Спортивные результаты
Взрослый уровень
- 2021 Чемпионат Белоруссии — ;
- 2022 Чемпионат Белоруссии — ;
- 2023 II Игры стран СНГ — ;
- 2022, 2025 Гран-при Александр Медведь — ;[15]
- 2024 Чемпионат Европы — ;
- 2024 игры БРИКС — ;[16]

Юниорский уровень
- 2023, 2024, 2025 Первенство Белоруссии до 23 лет — ;[4]
- 2021, 2023 Первенство Белоруссии — ;[4]
- 2021 Первенство мира — ;
- 2023 Первенство мира — ;
- 2024 Первенство Европы до 23 лет — ;

Кадетский уровень
- 2014 турнир им. Елены Егошиной  — ;[17]
- 2019 Первенство Белоруссии — ;[4]
- 2019 Первенство Европы — ;
- 2019 Первенство мира — ;

## Личная информация
У Алеси есть двоюродная сестра Марта, которая также занимается вольной борьбой и является чемпионкой Белоруссии.